# Andrew Deer
Andrew Deer (Tamworth, 11 de julio de 1987) es un deportista británico que compite en taekwondo. Ganó una medalla de bronce en el Campeonato Europeo de Taekwondo de 2014, en la categoría de –74 kg.

## Palmarés internacional
| Campeonato Europeo | Campeonato Europeo | Campeonato Europeo | Campeonato Europeo |
| Año                | Lugar              | Medalla            | Categoría          |
| ------------------ | ------------------ | ------------------ | ------------------ |
| 2014               | Bakú (Azerbaiyán)  | Medalla de bronce  | –74 kg             |